# Haus des Deutschen Metallarbeiterverbandes

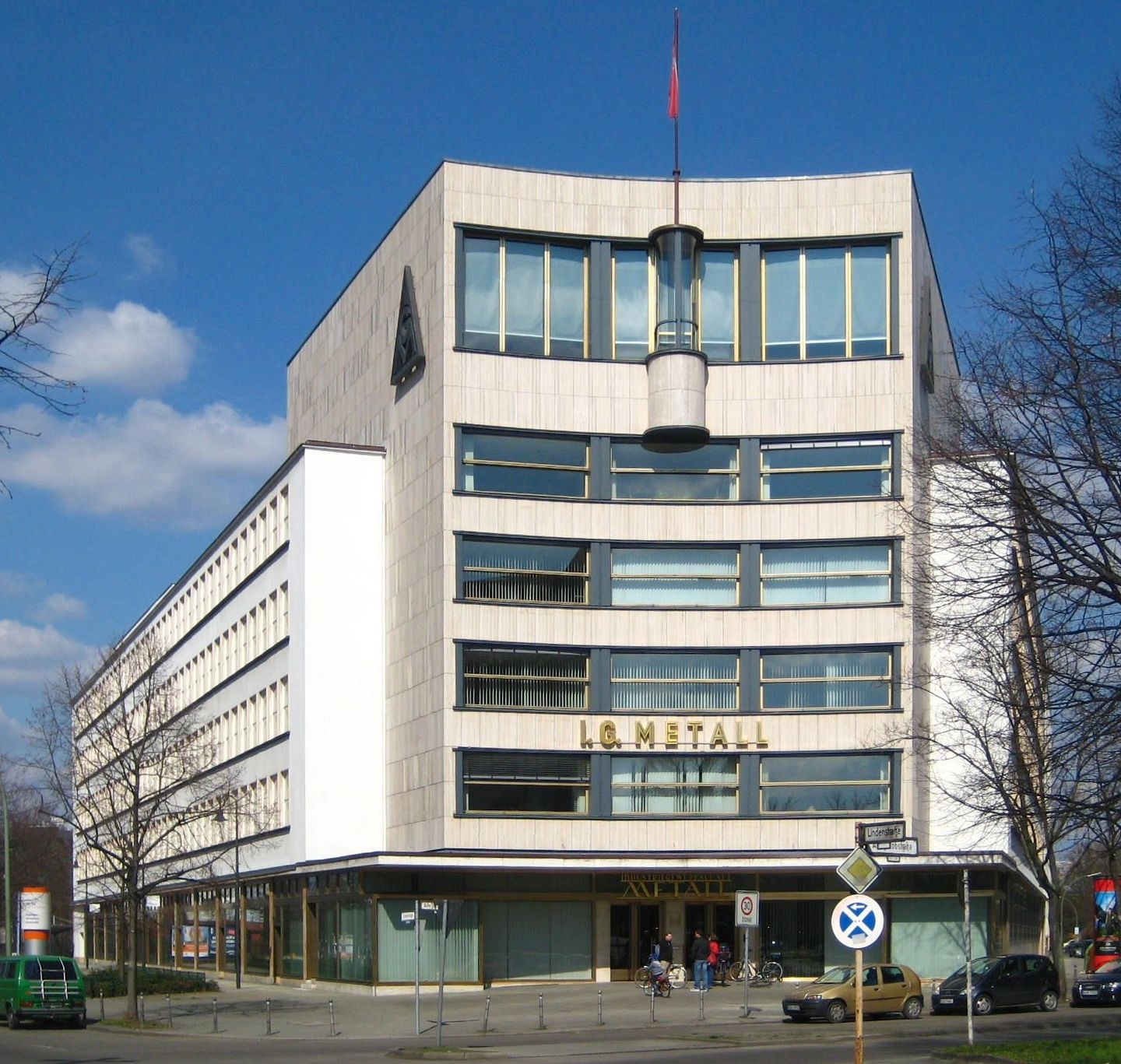
IG-Metall-Haus, 2010

Das Haus des Deutschen Metallarbeiterverbandes (auch: IG-Metall-Haus) steht im Berliner Ortsteil Kreuzberg in der Alten Jakobstraße 149 und ist die Verwaltungsstelle der Gewerkschaft IG Metall Berlin-Brandenburg-Sachsen. Es entstand in den späten 1920er Jahren und ist ein eingetragenes Baudenkmal.

## Geschichte

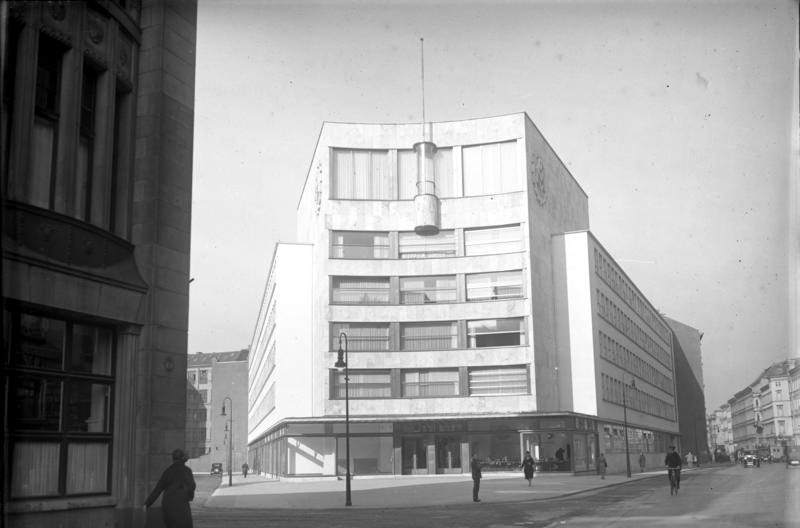
Gebäude des Metallarbeiter-Verbandes von Erich Mendelsohn, 1930

Der Grundstein zum heutigen IG-Metall-Haus wurde am 21. Juli 1929 gelegt. Die Baupläne lieferten die Architekten Erich Mendelsohn und Rudolf W. Reichel, wobei das Gebäude in erster Linie von Mendelsohn geprägt wurde. Trotz der seinerzeit aufkommenden Weltwirtschaftskrise und einem Streik der Bauarbeiter ein Jahr später im August 1930 konnte das Gebäude nach einer Bauzeit von 14 Monaten fertiggestellt werden.
Der Neubau war erforderlich geworden, weil der Deutsche Metallarbeiter-Verband (DMV), der Vorläufer der heutigen IG Metall, seinen Sitz von Stuttgart nach Berlin verlegen wollte. 1930 wurde das Gewerkschaftshaus des DMV auf dem Grundstück zwischen Linden- und Alte Jakobstraße eingeweiht. Damit wechselte der DMV nach Berlin.
In der Zeit des Nationalsozialismus wurde das Gebäude beschlagnahmt und der Deutschen Arbeitsfront (DAF) zur Nutzung überlassen. 1945, am Ende des Zweiten Weltkriegs, brannte es aus und stand danach einige Jahre leer.
Im Jahr 1952 wurde das Haus instand gesetzt, wegen seiner dezentralen Lage in Kreuzberg blieb es bis zum Mauerfall 1989 aber eher unbeachtet. Nach der deutschen Wiedervereinigung wurde das Haus 1995 denkmalgerecht saniert. Es steht heute unter Denkmalschutz.

## Architektur
Die Grundstücksform bedingte einen dreieckigen Grundriss des Gebäudes. Der Kopfbau an der Spitze des Gebäudes überragt die beiden langgestreckten Seitentrakte, die im Stil der Neuen Sachlichkeit errichtet sind. Der Kopfbau ist konkav geformt und weist expressionistische Elemente auf. Zwischen den beiden Bürotrakten liegt ein zweigeschossiger Verbindungsbau. Ein besonderes Charakteristikum des Gebäudes sind die zahlreichen, auf den Bauherrn verweisenden Messingelemente im Inneren des Gebäudes.

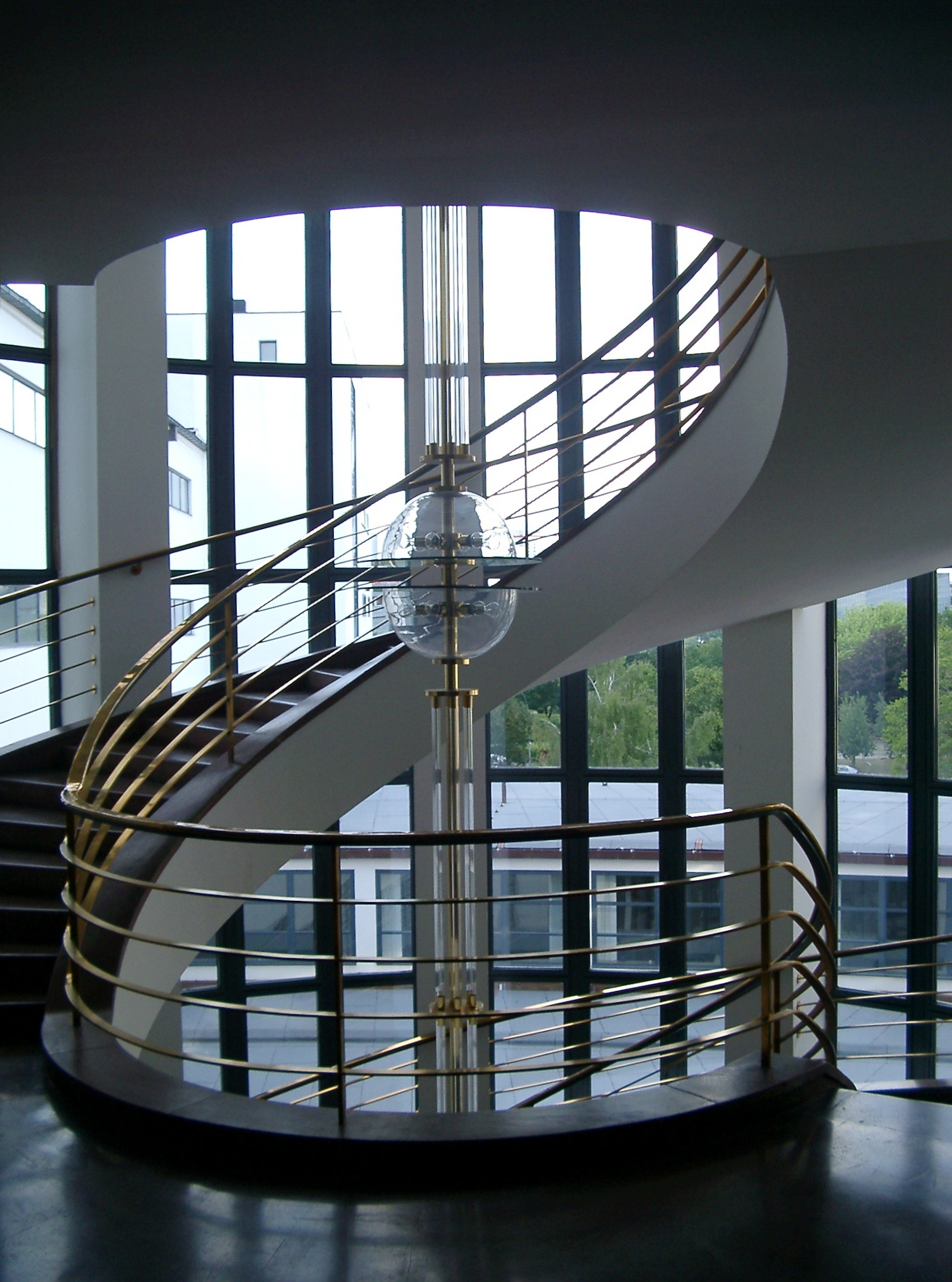
Wendeltreppe
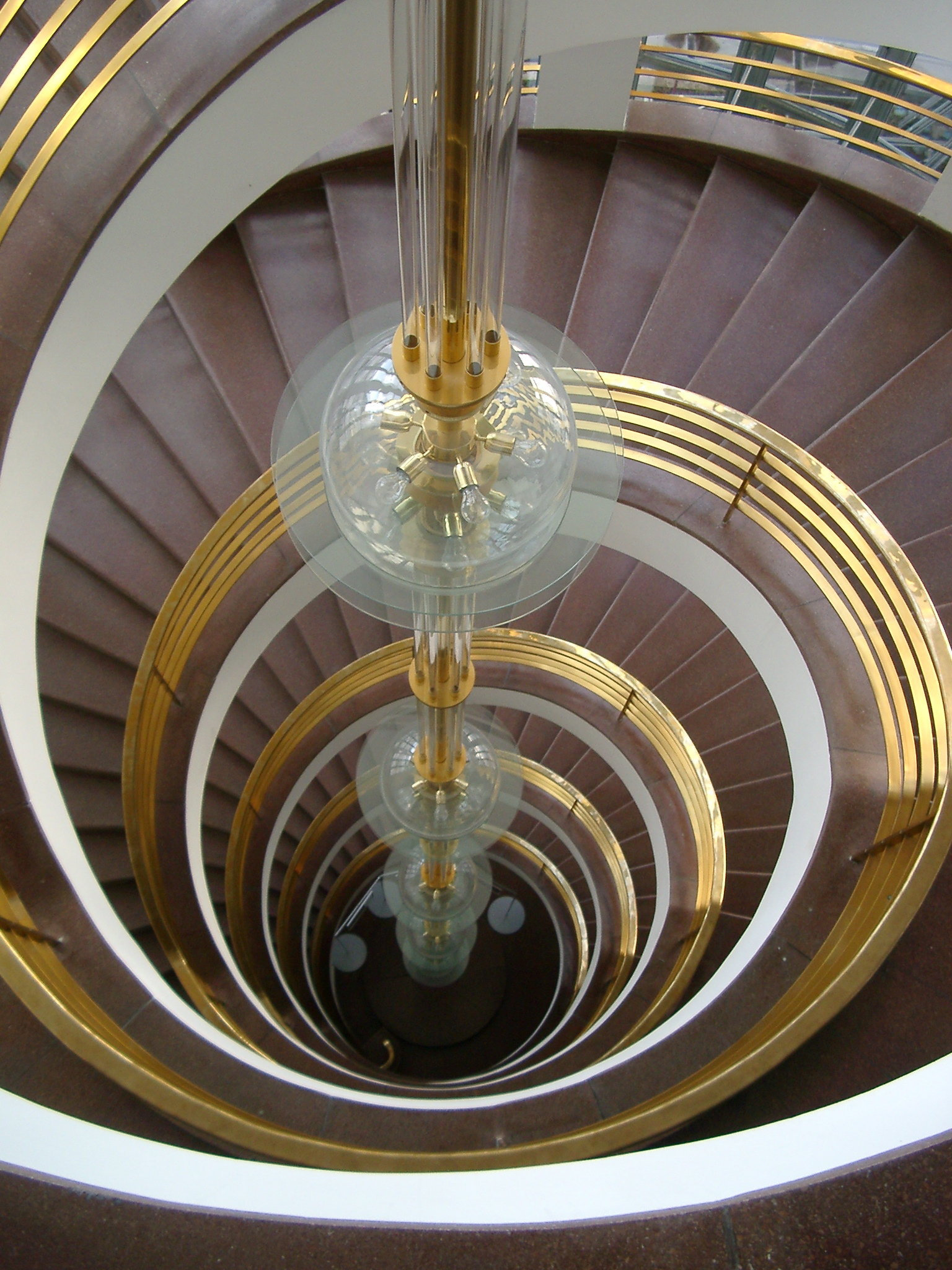
Wendeltreppe
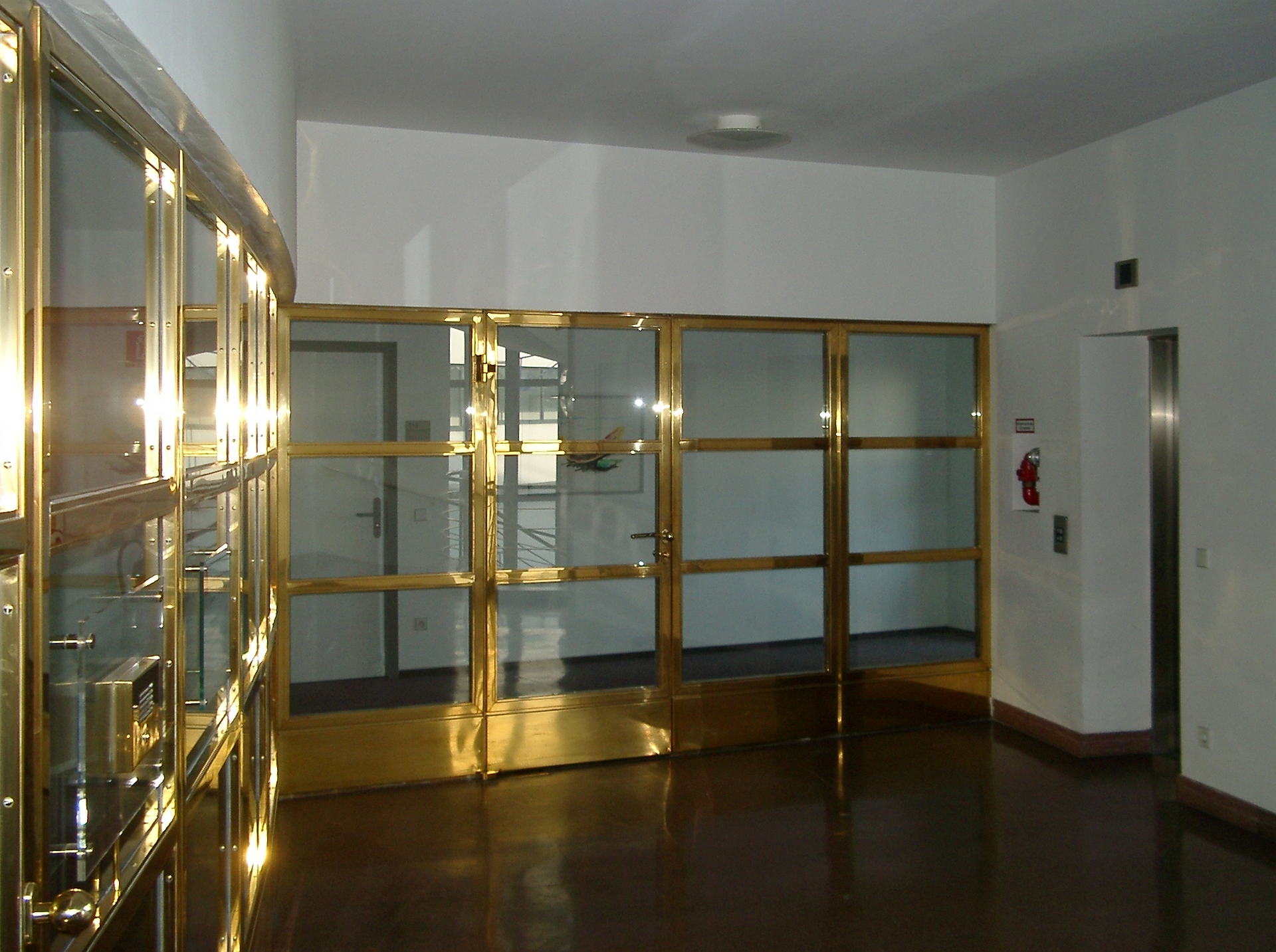
Messingtüren
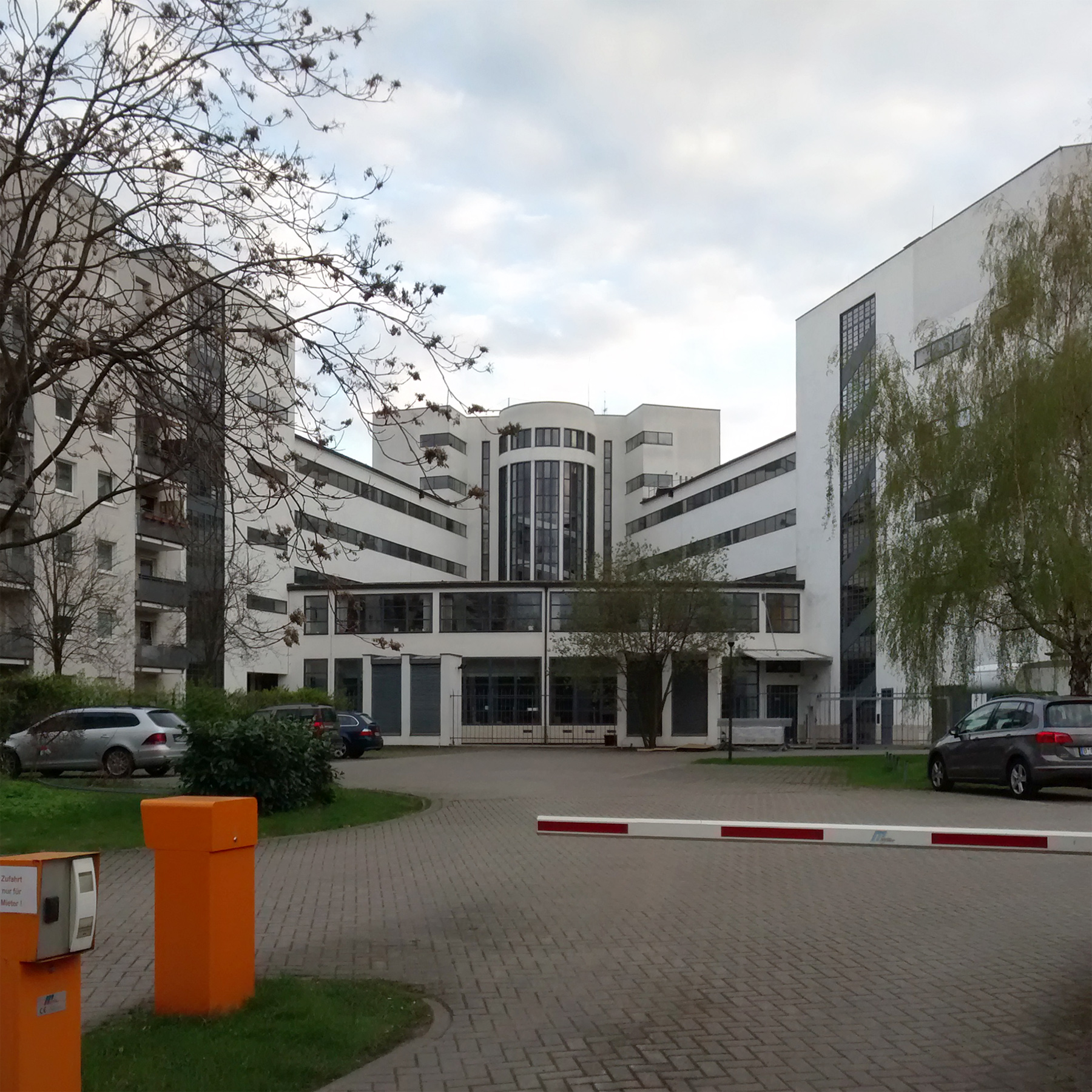
Hofansicht